# Milorad Korać
Milorad Korać (in serbo Милорад Кораћ?; Požega, 10 marzo 1969) è un ex calciatore serbo, di ruolo portiere.